# Юськоїл
Юської́л (рос. Юськоил) — невелика річка в Ярському районі Удмуртії, Росія, права притока Юскаїлу.
Бере початок на Верхньокамській височині, серед тайги. Протікає на південний захід.
У верхів'ях знаходиться село Юськоил.